# Coolmax
 (juillet 2025).
Coolmax est un nom de marque d'une série de tissus polyester développés et commercialisés par The Lycra Company (anciennement Dupont Textiles et Interiors puis Invista).
Coolmax est commercialisé comme un tissus capable « d'évacuer l'humidité » et « respirant ». En tant que polyester, il est modérément hydrophobe, il absorbe donc peu de liquide et sèche relativement rapidement (par rapport aux fibres naturelles et plus absorbantes comme le coton). Le type de fibre utilisé dans ce tissu n'est pas ronde et augmentant la surface de la fibre d'environ 20 % (par rapport aux fibres rondes) afin de produire un effet enti capillarité,.
La société Lycra utilise largement le co-branding dans sa commercialisation de Coolmax et d'autres matériaux vestimentaires, en partenariat avec ses clients pour accroître la notoriété de son produit auprès des consommateurs finaux.
Comme d'autres tissus en polyester, le Coolmax est inflammable et a un point de fusion relativement bas (~ 255 °C), ce qui donne aux vêtements fabriqués à partir de celui-ci une tendance à fondre et à fusionner avec la peau du porteur lorsqu'ils sont exposés à une chaleur élevée. Cela a conduit à restreindre ou à interdire l'utilisation du Coolmax et d'autres polyesters (ainsi que de l'acrylique et de la rayonne) dans certaines applications à haut risque d'incendie, telles que la lutte contre les incendies et les combats de première ligne,.